# 南家こうじ
南家 こうじ（なんけ こうじ、1952年4月2日 - ）は、三重県出身の映像作家、アニメーター、キャラクターデザイナー。
本名の「南家講二」名義での活動もある。

## 概要
1971年5月にタツノコプロへ入社。
アニメ『科学忍者隊ガッチャマン』の動画を皮切りに作画監督補佐まで務めた後、1974年に退社。以後は、フリーで活動をしている。
フリーになってからは短編アニメーションを手掛けており、NHK『みんなのうた』『おかあさんといっしょ』のアニメーション、スタジオぴえろやスタジオディーン、キティ・フィルム制作テレビアニメーションのオープニングアニメーション・エンディングアニメーション（『うる星やつら』や『めぞん一刻』など）を担当した。
愛らしいキャラクターと独特なタッチが人気を呼び、1980年代より現在まで数々の映像作品を制作している。
色鉛筆、色紙、クレヨンなど従来のアニメ制作と異なる手法でアニメーションを作っている作品もある。
押井守からは「音楽とタイミングを合わせる感覚が器用で、非常に質の高い作品を作る人ですから、安心して仕事を任せられるプロとして信頼しています。でも、テクニックが多彩過ぎて、彼が本当にやりたい世界が何なのか見えない」と評されている。

## 主な作品

### テレビアニメ
- 科学忍者隊ガッチャマン（作画監督補佐）
- 太陽の子エステバン（EDアニメ）
- うる星やつら（OP/EDアニメ）
- 魔法の天使クリィミーマミ（OP/EDアニメ･絵コンテ担当）
- スプーンおばさん（キャラクターデザイン, OP/EDアニメ）
- めぞん一刻（OP/EDアニメ）
- あんみつ姫（キャラクターデザイン, OP/EDアニメ）
- オズの魔法使い（OPアニメ）
- 美味しんぼ（OP/EDアニメ・初代のみ）
- らんま1/2 熱闘編（OPアニメ/EDアニメ）
- のらくろクン（OP/EDアニメ）
- アソボット戦記五九（OPアニメ）
- キョロちゃん（OPアニメ）

### アニメ映画
- グリム童話 金の鳥（ミュージカル・アニメーション）
- この星の上に（アニメーション）
- うる星やつら　オンリー・ユー　(エンディングアニメーション)

### OVA
- 御先祖様万々歳!（OPアニメ）
- うる星やつら　やぎさんとチーズ　(OP・EDアニメーション)

### 子供番組

#### ポンキッキシリーズ
- どこからきたの / 亀渕友香
- カッパッパ / 児島由美
- 月のブランコ / 児島由美
- 日曜日の食事 / 竹中直人
- 君にありがとう / つじあやの
- 365日のLove Song / 岡本真夜
- 誕生日がやって来たワイ!ワイ!ワイ! / きいやま商店

#### みんなのうた
- 当番組のアニメーション映像の制作楽曲数は現時点で過去最多である。
- ◆は、5分間1曲枠の楽曲（ロングのうた）。
- 1.だるまさんがころんだ / 斉藤こず恵（1978年8月・9月放送）
- 2.悲しきマングース / 田中星児（1979年12月・1980年1月放送）
- 3.デッカイ トット マーチ / デューク・エイセス（1980年8月・9月放送）
- 4.あさ おきたん / 少年少女合唱団みずうみ（1982年4月・5月放送）
- 5.水色のワンピース / 泰葉（1982年8月・9月放送）
- 6.リンゴの森の子猫たち / 飯島真理（1983年6月・7月放送）
- 7.夢急行で15分 / 布施明（1983年10月・11月放送）
- 8.海へ来て / 森昌子（1984年8月・9月放送）
- 9.めいわく団地 / 菊地真美、東京放送児童合唱団（1985年4月・5月放送）
- 10.上級生 / 森口博子（1985年12月・1986年1月放送）
- 11.シューティング・ヒーロー / デューク・エイセス（1986年4月・5月放送）
- 12.しっぽのきもち / 谷山浩子（1986年8月・9月放送）
- 13.ナヤミの種 / 笠浩二、C-C-B（1986年12月・1987年1月放送）
- 14.バナナ村に雨がふる / EPO（1987年8月・9月放送）
- 15.は・じ・め・て / 小泉今日子（1987年12月・1988年1月放送）
- 16.いつまでも旅人 / 布施明（1988年12月・1989年1月放送）
- 17.旅人のように / 堀内孝雄（1989年4月・5月放送）
- 18.ママが白鳥だった日 / 土居裕子（1990年12月・1991年1月放送）
- 19.手の中の魔法 / クレヨン社（1991年8月・9月放送）
- 20.君が忘れた大きなもの / ANGIE（1992年6月・7月放送）
- 21.ぼくとディジャヴ / 兵藤ゆき（1993年4月・5月放送）
- 22.水鳥 / 谷理佐（1994年2月・3月放送）
- 23.ボクの勝ち / NAHKI（1994年4月・5月放送）
- 24.ありがとう / 宇都美慶子（1995年2月・3月放送）
- 25.川はだれのもの? / 東京放送児童合唱団（1995年12月・1996年1月放送）
- 26.夢のまほう / しゅうさえこ、デューク・エイセス（1996年4月・5月放送）
- 27.風色のとんぼ / 馮智英（1996年10月・11月放送）
- 28.米の歌 / メトロファルス（1998年2月・3月放送）
- 29.僕は君の涙 / 太田裕美（1998年6月・7月放送）◆
- 30.泣かないで / 本木雅弘&岸田今日子（1999年4月・5月放送）◆
- 31.はる なつ / 茂森あゆみ（2000年6月・7月放送）◆
- 32.優しさ / 空気公団（2001年6月・7月放送）
- 33.涙のチカラ / 花*花（2002年2月・3月放送）
- 34.ヒナのうた / 柴草玲（2003年2月・3月放送）
- 35.アオゾラ / 吉本佳代（2005年6月・7月放送）
- 36.私と小鳥と鈴と / 新垣勉（2006年12月・2007年1月放送）
- 37.リスに恋した少年 / 北村匠海（2008年2月・3月放送）
- 38.YELL / いきものがかり（2009年8月・9月放送）
- 39.フレ!フレ!大丈夫! / チーミー（2010年10月・11月放送）◆
- 40.しまうまとライオン / 渡辺真知子&筒井タケオ（2013年10月・11月放送）◆
- 41.履物と傘の物語 / AKB48（2015年2月・3月放送）◆
- 42.おじいちゃんちへいこう / 氷川きよし（2016年8月・9月放送）
- 43.父さんの汽笛 / さかいゆう（2018年4月・5月放送）
- 44.愛がお仕事 / 渡辺美里（2022年8月・9月放送）

#### おかあさんといっしょ
- ぼくのミックスジュース
- ふゆっていいな（1995年1月の歌）
- ちいさなおふね（1995年10月の歌）
- ハブラシマンのうた

### 絵本
- とべとべノッコちゃん　①　チコチコナアのぼうけん（作：飯田栄彦）〈理論社〉
- とべとべノッコちゃん　②　パズルオオカミをたすけろ！（作：飯田栄彦）〈理論社〉
- ドロロンがいこちゃん（作：名木田恵子）〈PHP研究所〉
- カメヤマカメタシリーズ（作：舟崎克彦）〈草土文化〉
- サンタさんからおへんじついた!?（作：若林ひとみ）〈ポプラ社〉

### その他
- めだかの兄妹 / わらべ - テレビ朝日系列『欽ちゃんのどこまでやるの!』内で放送。
- 想い出してください / サンドイッチ - テレビ朝日系列『欽ちゃんのどこまでやるの!』萩本欽一・真屋順子両名が充電期間空けの新シリーズからのエンディング曲。[2]
- MAYIM MAIM '85 / OPEN SESAMI! - テレビ朝日系列『あっぱれ外人 DONピシャリ!!』内で放送。
- ばったらったった / とみたいちろう - NHK『母と子のテレビ絵本』内で放送。
- 『かんじるさんすう 1、2、3!』タイトル映像